# Radiofrekvenčna identifikacija
Radiofrekvenčna identifikacija (angleško Radio Frequency IDentification, kratica RFID) je tehnologija za prenos podatkov med bralnikom in elektronsko oznako v namen identifikacije. Oznaka je sestavljena iz integriranega vezja (čipa), ki hrani in procesira podatke, ter izvaja modulacijo in demodulacijo signalov. Drugi del oddajnika je antena, ki sprejema in oddaja radijske signale. Signale RFID oddajnikov sprejema RFID-bralnik, kar omogoča identifikacijo predmetov oziroma bitij, na katere je oddajnik pritrjen. RFID identifikacijska tehnologija naj bi postopoma izpodrinila črtne kode.

## Zgodovina in razvoj RFID
RFID ima korenine v vojski in sicer v identifikacijskih sistemih, ki je bazirala na tehnologiji iz štiridesetih let dvajsetega stoletja. Prvi članek o RFID je bil objavljen leta 1948 z naslovom ˝Communication by Means of Reflected Power˝. Članek govori o uporabi odbijajočih se radijskih signalov za identifikacijo premikajočih objektov. Drugi članki so sledili v letih 1950 in so govorili o sistemih, v katerih radijski signal oddaja informacijo o identifikaciji in prepoznaven povratni signal. Ta tehnologija je bila dobro poznani fenomen v tistem času zaradi vedno večje rabe radarjev, ki pa je pravzaprav predhodnik RFID. Povezava med radarjem in RFID je kar precejšna, če upoštevamo, da RFID pomeni: radio-frekvenčna identifikacija; sposobnost identificirati nekoga ali nekaj s pomočjo radijskih signalov. Pasivne RFID naprave delajo podobno kot tarče, ki si jih radarski sistem prizadeva odkriti. Ko je  pasivna RFID naprava v operativne krogu čitalca, energija tega čitalca povzroči, da naprava oddaja signale, ki jih lahko prebere le bralnik. In razen tega, da oddani signal ni odbojni signal, kot pri radarju, je koncept identičen. 
Leta okoli 1960 so bila kar se tiče znanstvenih odkritij zelo burna. Enako velja za RFID. Veliko podjetij, ki obstajajo še danes, je bilo ustanovljenih ta čas z namenom, da naredijo elektronske naprave, ki bodo varovale proizvode pred krajo. Najprej so naredili 1-bitne oznake, ki jih je bilo moč zaznati ob prehodu zmikavta skozi zavarovan izhod. Če bi nekdo hotel produkt odnesti s trgovine, ne da bi plačal, bi se sprožil alarm.
V letih 1970 so v laboratoriju Los Alamos Scientific Laboratory (LASL) v Novi Mehiki odprli center za raziskave, ki je pripeljal do razvoja modernih RFID sistemov. Na osnovi dela narejenega v LASL in raznih univerzah se pojavijo RFID za komercialne namene. 
1973 razna podjetja postavijo na trg te naprave. Prva komercialno usmerjena uporaba je bila naprava namenjena za sledenje prometa. Naročnik je bil Port Authority of  New York and New Jersey. Los Alamos je s pomočjo drugih manjših podjetji in razvojnih centrov razvijal nove aplikacije RFID-ja.
V osemdesetih in zgodnjih devetdeseti letih dvajsetega stoletja je RFID dozoreval, razvili so razne aplikacije in trg se je za te naprave stabiliziral. Sposobnost sledenja vozil in kontejnerjev se je izkazala za najpomembnejšo gonilno silo nadaljnje dejavnosti. Industrija je tako veliko pripomogla pri razvoju nadaljnje tehnologije. 

## Tipi RFID sistemov
RFID sistemi se v osnovi delijo glede na način napajanja oddajnika (pasivni in aktivni RFID), ter glede na način prenosa informacije prek radijskih valov (induktivni in elektromagnetni RFID).

### Aktivni RFID
Aktivni RFID oddajniki poleg antene in čipa vsebujejo tudi baterijo, ki napaja vezje oddajnika. To oddajnikom bistveno poveča ceno in dimenzije, ima pa veliko število prednosti, kot so večja moč oddajanja, daljši domet ter bolj zanesljivo delovanje v neprijaznem okolju (bližina kovine ali tekočine).

### Pasivni RFID
Pasivni oddajniki za razliko od aktivnih nimajo svojega napajanja, temveč potrebno energijo za delovanje dobijo neposredno od signala, ki se inducira v anteni. Sprejet izmenični signal se usmeri ter dovede do čipa, ki se vzbudi in prične z delovanjem. Pasivni oddajniki imajo zaradi odsotnosti baterije precej nižjo ceno in dimenzije od aktivnih, vendar posledično veliko krajši domet in manjšo odpornost na napake.

### Induktivni RFID
Induktivni RFID sistem za prenos informacije uporablja princip magnetne indukcije. Dve bližnji tuljavi sta induktivno sklopljeni, ko magnetni pretok, ki ga povzroča tok prve tuljave, doseže drugo tuljavo in na njenih priključnih sponkah inducira napetost. Komunikacija deluje v bližnjem polju (približno 0.16 valovne dolžine), zato je domet induktivnih sistemov razreda nekaj deset centimetrov in pada z naraščanjem frekvence (krajšanje valovne dolžine). Oddajnik informacijo prenese čitalcu prek uporabe bremenske modulacije (angl. load modulation), ki v praksi pomeni spreminjanje sklopnega faktorja med tuljavama v ritmu podatkov.

### Elektromagnetni RFID
Elektromagnetni RFID sistem komunicira z uporabo elektromagnetnih (EM) valov. Bralnik oddaja EM-valove, ki dosežejo oddajnik in se od njega odbijejo. Ta odboj lahko izkoristimo za prenos informacije od oddajnika do čitalca. V trenutku, ko se oddajnik vzbudi, začne svojo lastno impedanco spreminjati v ritmu podatkov, ter na ta način spreminja svojo oscilacijsko frekvenco. Signal, ki se odbije, je zato moduliran, celoten pojav pa imenujemo modulacijski odboj (angl. modulation backscatter).
RFID sistemi se lahko delijo tudi glede na dolžino radio valov, od osmih različnih pa se najbolj pogosto za RFID uporabljajo trije.

### Nizkofrekvenčni RFID
Nizkofrekvenčni (angl. Low frequency, nq kratko LF) pas ima frekvenco med 30kHz in 300kHz in ima zelo dolgo valovno dolžino (okoli 2400m). LF RFID sistemi sicer uporabljajo le frekvence med 125-134 kHz, zaradi svoje dolge valovne dolžine pa lahko prodrejo skozi vodo in kovino, kar je edinstveno za ta tip RFID sistemov. Radij branja je pri nizkofrekvenčnih sistemih manjši od tistega pri visoko- ali ultravisoko frekvenčnih in variira od le nekaj cm do največ 50 v idealnih pogojih. Ta omejitev je posledica odvisnosti od magnetne sklopke, ki ga uporablja ta sistem. Tudi čas, potreben za prepoznavo čipa je nekoliko daljši kot pri ostalih. Navadno so oznake, ki uporabljajo LF RFID sistem nekoliko dražje od ostalih in stanejo med 0,7 in 20 dolarjev, njihova prednost pa je, da zaradi odvisnosti od magnetne sklopke načeloma nimajo roka uporabe. Te oznake nimajo varnostnih standardov, zato se uporaba ne priporoča, kadar je potrebna šifrirana komunikacija. Najpogosteje se nizkofrekvečne RFID sisteme uporablja pri čipiranju domačih živali in identifikaciji živine.

### Visokofrekvečni RFID
Visokofrekvečni RFID pas se ratreza med 3 in 30 MHz, njegova valovna dolžina pa je veliko krajša, le okoli 22m. Tako kot LF, tudi HF sistemi temeljijo na uporabi magnetne sklopke. HF valovi ne morejo preiti skozi vodo ali goste kovine, njihov radij branja pa je od nekaj centimetrov do približno enega metra. Visokofrekvenčne oznake so nekoliko cenejše, njihova cena pa se giblje od 30 centov do 10 dolarjev. Navadno so v obliki etiket ali kartic in so ponavadi manjše velikosti, zato so uporabne za mnogo različnih namenov. Če ne pride do poškodbe ali obrabe oznake, visokofrekvenčni RFID nima roka uporabnosti, saj temelji na uporabi magnetne sklopke. Najpogostejša uporaba visokofrekvenčnih RFID sistemov je pri aplikacijah za nadzor dostopa in prenosa podatkov ter pri aplikacijah za izdajanje vozovnic, uporabljajo pa se tudi v varnostnih sistemih potnih listov nekaterih držav (ZDA, Indija, Japonska, Avstralija...)

### Ultra visokofrekvenčni RFID
Ultra visokofrekvenčni (UHF) pas ima radiofrekvenco med 300 MHz to 3 GHz, vendar pa večina UHF sistemov deluje na frekvenci med 860 – 960 MHz valov. UHF RFID sistemi delujejo na teh frekvencah zaradi komunikacijskih protokolskih standardov, ki jih uveljavlja GS1. Te standardi so zelo pomembni, saj bi se brez njih naprave lahko "borile" za isto valovno širino in s tem močno ovirale lastno učinkovitost. UHF RFID sistemi uporabljajo drugačen način komunikacije s čitalci; delujejo preko uporabe pasivne modulacije povratnega sipanja. 

## Primeri uporabe
1. Kupec nakupovalno košarico na blagajni trgovine samo postavi na ustrezno mesto in RFID sprejemnik v hipu samodejno ugotovi seznam predmetov v košarici. Račun se izpiše brez dotikanja artiklov s strani blagajničarke. Trgovine pridobijo na skrajšanju vrst na blagajnah ter večjem pretoku blaga, kupci pa na skrajšanju časa nakupa.
2. Velika skladišča, ki delujejo po sistemu palet zloženih ena na drugo, z vpeljavo RFID tehnologije veliko pridobijo. RFID oddajne nalepke so nalepljene na samo paleto (lahko tudi na posamezni artikel znotraj palete), čitalci tovrstnih nalepk pa so pravilno razporejeni po prostoru tako, da zaznajo nalepke v vsakem položaju. To je velika prednost pred uporabo črtne kode, saj morajo biti črtne kode vidne in fizično dostopne čitalcem medtem, ko je lahko RFID nalepka implementirana tudi v notranjosti embalaže. Tako je mogoče z RFID tehnologijo slediti posamezni enoti znotraj palete, medtem ko črtna koda omogoča sledenje le celi skupini izdelkov na nivoju palete. V skladišču je na ta način omogočeno konsistentno vodenje evidence zalog v »vsakem trenutku«. Skladišča pridobijo na večjem nadzoru nad zalogami ter zmanjšanimi stroški poslovanja.
3. Zabaviščni centri z igralnicami imajo pogosto opravka z nezaželenimi obiskovalci, ki bi radi prišli do denarja na nepošten način. Dogaja se na primer, da poskušajo unovčiti ponarejene igralne žetone, kar pa je možno z RFID igralnimi žetoni, ki imajo vgrajeno posebno mikro vezje za oddajanje identifikacijske številke, zelo dobro preprečiti. Tako je vsak žeton označen, identifikacijska številka žetona pa je lastna le za določeno igralnico. Z uporabo dodatnih RFID čitalcev, ki so nameščeni po igralnici, igralnih mizah in so povezani v osrednji računalniški sistem igralnice, pa je možno izslediti vsak žeton. Tako lahko v igralnici zelo enostavno prepoznajo tiste, ki bi bili lahko ponarejeni (ne oddajajo pravega signala). Na ta način je tudi možno ves čas spremljati svoje zveste obiskovalce, njihove navade ter jim v okviru tega tudi dodeliti določene ugodnosti.
4. Knjižnice predstavljajo dober model implementacije RFID tehnologije, saj ima tovrstna tehnologija pred črtno kodo kar nekaj prednosti. Z njo je namreč mogoče voditi veliko bolj konsistentno evidenco knjig in ostalega gradiva, kot pri črtni kodi, saj dopušca manj »založenih« knjig. Bistvo je RFID nalepka, ki je nameščena na vsak kos gradiva. Z uporabo tehnologije RFID je  nato možno izvesti inveturo po policah veliko hitreje kot s črtno kodo, saj knjig ni potrebno jemati s polic, temveč se le »sprehodimo« s čitalcem med policami. RFID omogoča tudi popolnoma avtomatizirano delovanje celotne knjižnice, saj si lahko stranke knjižnice gradivo izposojajo in vračajo same, zmogljivi sortirni sistemi pa na podlagi informacije na nalepki sortirajo knjige po nadstropjih ali oddelkih ter na ta način zmanjšajo obremenitev zaposlenih v knjižnici.